# Telefonie over DSL
Telefonie over DSL of ook wel Voice over Digital Subscriber Line of VoDSL is een techniek waarbij over een DSL-verbinding zowel telefonieverkeer als internetverkeer wordt gestuurd.
VoDSL dient niet verward te worden met VoIP. Waar bij VoIP een telefoniedienst over internet geïmplementeerd wordt (dus met gebruik van IP), loopt bij VoDSL de traditionele telefoniedienst over dezelfde ADSL-verbinding. VoDSL is ook niet hetzelfde als linesharing, een techniek waarbij ADSL en traditionele telefonie over één lijn gaan door middel van splitters.
Een provider kan VoDSL aanbieden als in de backbone gebruik wordt gemaakt van ATM. In de meest gebruikte opzet worden over die ATM-backbone gegevens naar de internetprovider getransporteerd. Bij VoDSL wordt naast het internetcircuit ook een circuit voor telefonie geconfigureerd. Beide circuits functioneren volledig los van elkaar en kunnen elkaar dan ook niet beïnvloeden.

## VoDSL versus VoIP
Bij VoIP wordt de spraak omgezet in internetverkeer en is de drukte op internet van toepassing op de kwaliteit van de verbinding, die in praktijk vroeger nog weleens stoorde/of onbetrouwbaar was. Tegenwoordig is de VoIP techniek zover doorontwikkeld en zijn de internetverbindingen zo stabiel dat VoIP verbindingen vaak beter zijn dan traditionele telefoonverbindingen.
VoDSL geeft de voordelen van internettelefonie zonder de nadelen. Men kan kiezen uit meerdere aanbieders en heeft daardoor toegang tot goedkope tarieven en abonnementen. Tegelijkertijd heeft men garantie op een goede gesprekskwaliteit en is de betrouwbaarheid (de kans op een geslaagde verbinding) groter dan bij VoIP.
VoDSL is in tegenstelling tot VoIP compatibel met ISDN. Het is mogelijk om in plaats van een analoge telefoniedienst een ISDN-dienst over de ADSL-verbinding te leggen, waarbij de beller alle voordelen van een ISDN-verbinding kan genieten.
VoDSL is minder populair dan VoIP en daarom ook lastiger te verkrijgen.

## De schakels
VoDSL bestaat uit de volgende schakels:
- telefoontoestel (maar ook eventueel fax, huistelefooncentrale, modem enz.)
- IAD (integrated access device): de interface tussen het DSL-netwerk en het gebruikers telefoon- en computernetwerk
- DSL-lijn
- DSLAM (DSL Access Multiplexer)
- Data switch ontvangt het verkeer van de DSLAM, en scheidt het telefonieverkeer van het internetverkeer en in indien men met een triple play abonnement belt scheidt het ook het digitale televisie signaal.
- voice gateway zet het telefonieverkeer om naar standaard-telefonieformaat (GR-303, TR-08 of V5.X)
- Een telefonieswitch, die verbindt met het openbare telefoonnet. Deze switch verzorgt onder meer kiestoon, routering en rekeninggegevens

## VoDSL in Nederland
In Nederland werd VoDSL door verscheidene internetaanbieders op het ADSL-netwerk van BBned geleverd.